# Dorfkirche Polkau

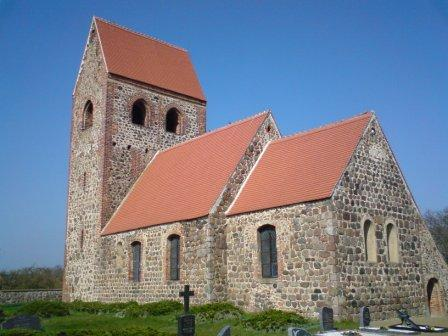
Dorfkirche Polkau

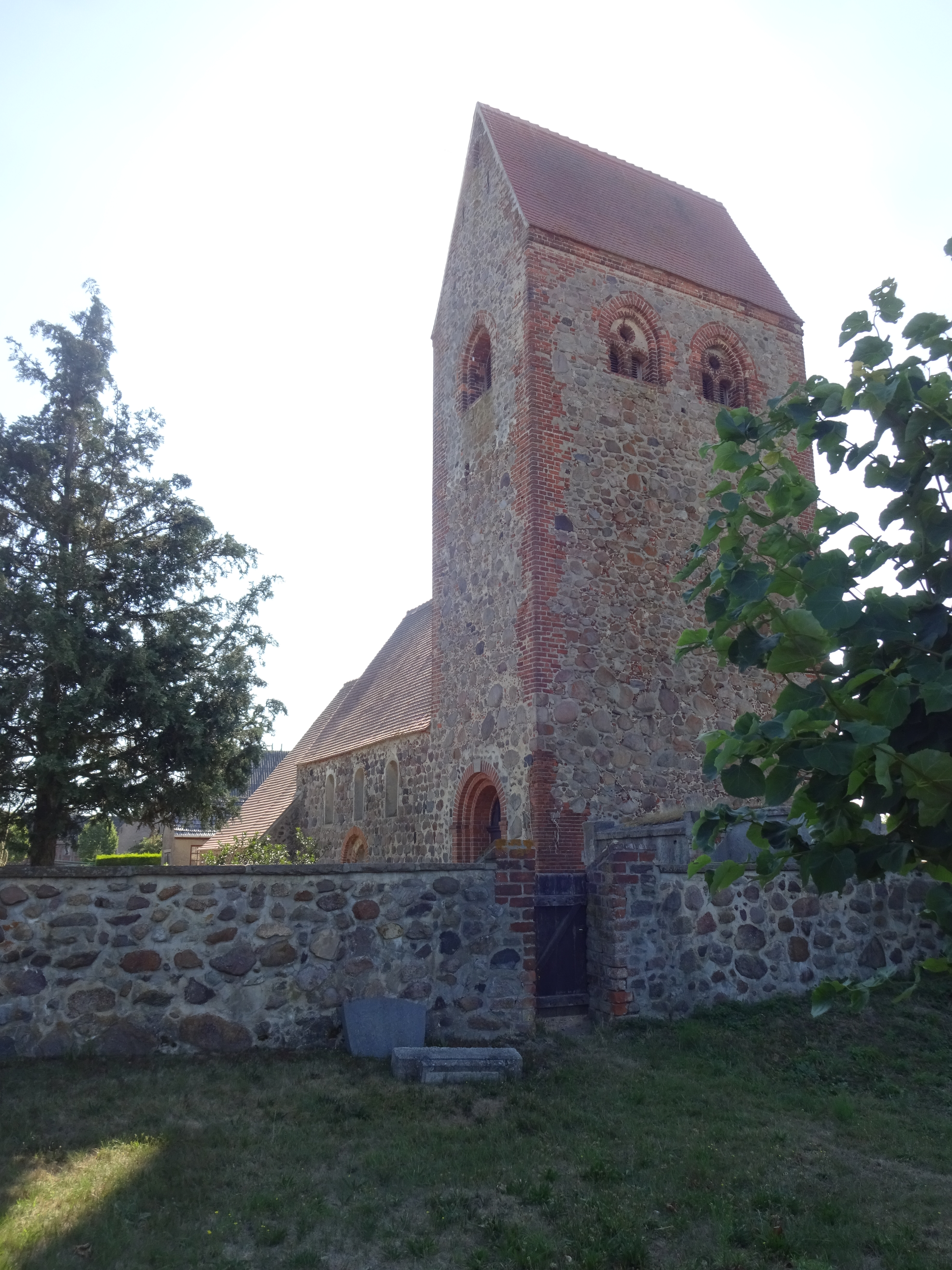
Nordwestansicht

Die evangelische Dorfkirche Polkau ist eine spätromanische Saalkirche im Ortsteil Polkau von Osterburg (Altmark) im Landkreis Stendal in Sachsen-Anhalt. Sie gehört zum Pfarrbereich Königsmark im Kirchenkreis Stendal der Evangelischen Kirche in Mitteldeutschland (EKMD).

## Geschichte und Architektur
Die Kirche ist ein romanisches Feldsteinbauwerk aus der zweiten Hälfte des 12. Jahrhunderts aus hohem Westquerturm in Schiffsbreite, dem Saal, dem Rechteckchor und einem Sakristei-Anbau des 18. Jahrhunderts. Restaurierungen wurden 1901 und 1972 durchgeführt. Die Fenster an der Nordseite des Schiffs und das Ostfenster sind im ursprünglichen Zustand erhalten. Das vermauerte Nordportal ist abgetreppt und mit einer äußeren Archivolte in Backstein versehen. Der Zugang erfolgt seit 1901 durch ein neu geschaffenes Nordportal im Turm. Das Mauerwerk am Turm ist mit Backstein ausgeflickt, auch die großen abgetreppten Schallöffnungen sind aus diesem Material und stammen vermutlich aus dem 14. oder 15. Jahrhundert.
Innen ist das Bauwerk flachgedeckt, die Westempore ist um 1700 entstanden; eine barocke Nordempore wurde später entfernt.

## Ausstattung
Das Hauptstück der Ausstattung ist ein hölzerner Altaraufsatz, dessen Hauptfeld eine geschnitzte Kreuzigungsgruppe zeigt, die vermutlich ursprünglich vor einem gemalten Hintergrund angebracht war. Der Aufsatz und die Wangen sind in reichem Akanthuswerk ausgeführt, ein triumphierender Christus bekrönt das Werk, das aus der Zeit um 1690 stammt. Die hölzerne Kanzel ist auf das Jahr 1691 datiert. Ein barocker Taufengel in fließend bewegten Formen stammt aus der ersten Hälfte des 18. Jahrhunderts. 
Die Orgel ist ein Werk aus der Zeit der Firma Voigt aus Stendal aus der Zeit um 1860. Beim Bau des Chorgestühls im Jahr 1887 wurde ein Teil des Patronatsstuhls aus dem Jahr 1581 wieder verwendet.
Im Turm sind noch eine Bronzeglocke aus dem 15. Jahrhundert und eine große Stahlglocke erhalten, die 1923 in Apolda gegossen wurde und seit 2006 elektrisch geläutet wird. Zwei weitere Glocken wurden im Ersten Weltkrieg abgegeben.
Kulturgeschichtlich von Interesse ist eine Grabstätte von zwei Erwachsenen und einem Kind der Sinti und Roma westlich der Kirche aus dem Jahr 1921, welche damals durch die ungewöhnlich feierliche Form des Begräbnisses Aufsehen erregte.